# Junction, Illinois
Junction är en ort i Gallatin County i delstaten Illinois, USA.